# The Savages
The Savages is een Amerikaanse komedie-dramafilm uit 2007 die zowel werd geschreven als geregisseerd door Tamara Jenkins. Het scenario en hoofdrolspeelster Laura Linney werden hiervoor beide genomineerd voor een Oscar, terwijl hoofdrolspeler Philip Seymour Hoffman genomineerd werd voor een Golden Globe.

## Verhaal
Lenny Savage woont samen met zijn vriendin Doris Metzger in een luxe leefgemeenschap voor ouden van dagen. Omdat zij niet erg mobiel meer is, wordt ze er verzorgd door Eduardo. Savage kan het niet erg goed met hem vinden. Wanneer Savage met zijn eigen uitwerpselen prick ('eikel') op de muur van het toilet kliedert, is voor Eduardo de maat vol. Hij belt Savages dochter Wendy op met het verzoek langs te komen. Zij belt op haar beurt haar broer Jon op om mee te gaan.
De theatrale amateur-toneelschrijfster Wendy en de stoïcijnse filosofieleraar Jon hebben een slechte jeugd gehad en daarom weinig op met hun vader, waarvan zij vinden dat die er nooit voor hen was. Er staat ze daarom een nare tweede verrassing te wachten wanneer ze met het vliegtuig aankomen aan de andere kant van het land, waar Savage Sr. woont. Terwijl de twee onderweg waren, is Metzger overleden. Zij en Savage Sr. waren niet getrouwd en er is schriftelijk vastgelegd dat de één geen recht heeft op de spullen van de ander in geval van overlijden. Aangezien het verblijf in het luxueuze ouderenpark door Metzgers familie werd betaald, moet Savage Sr. er daarom nu weg. Zijn zoon en dochter zullen hier verantwoordelijkheid voor moeten dragen.
Terwijl Wendy verscheurd wordt door twijfels, vindt de pragmatisch ingestelde Jon een verzorgingstehuis dat zij zich kunnen veroorloven. Wendy voelt zich een verschrikkelijke dochter die haar vader 'wegstopt', maar Jon vermoedt dat hun dementerende vader weinig meekrijgt van zijn verblijfplaats en dat dit snel alleen maar minder wordt. Daarom doet hij ook weinig moeite het nieuwe thuis van zijn vader prettiger te laten lijken dan het is. Wendy daarentegen probeert van Savage Sr's kamer toch een eigen plekje te maken door allerlei spulletjes voor hem te kopen, waar haar vader eigenlijk niet op zit te wachten. Ver weg van huis begint ze daarbij haar eigen leven te overdenken, waarin het niet kunnen krijgen van een beurs voor haar toneelschrijfsels en haar affaire met de getrouwde Larry centraal staan.

## Rolverdeling
| Acteur                 | Personage     |
| ---------------------- | ------------- |
| Laura Linney           | Wendy Savage  |
| Philip Seymour Hoffman | Jon Savage    |
| Philip Bosco           | Lenny Savage  |
| Peter Friedman         | Larry         |
| Rosemary Murphy        | Doris Metzger |
| David Zayas            | Eduardo       |

## Trivia
- Linney speelt in The Savages de jongere zus van Hoffman. In werkelijkheid is zij drie jaar ouder dan hij.